# Magnus Leivik
Carl Johan Magnus Leivik, född 8 april 1978 i Alingsås, är en svensk moderat politiker.
Leivik har tidigare varit verksam inom kommunalpolitiken i Alingsås kommun. Efter valet 2006 var han kandidat till kommunalrådsposten, men fick på grund av stridigheter varken den eller några andra ledande poster. Till följd av detta lämnade han året därpå hemstaden Alingsås för ett arbete som politisk sekreterare i Sörmland. Sedan år 2010 är han ledamot av landstingsfullmäktige, landstingsråd i opposition samt gruppledare för moderaterna i Landstinget Sörmland.